# Radio Tandem
Radio Tandem inizia la propria attività nel 1977 a Oltrisarco, quartiere periferico della città di Bolzano.
Nasce come radio di quartiere sull'onda dell'entusiasmo delle cosiddette radio libere.
L'emittente a forte vocazione popolare (inizialmente il nome era proprio Radio Popolare) si caratterizza per una programmazione plurilinguistica e multiculturale: inizialmente in lingua italiana, tedesca e ladina (le lingue parlate nella provincia autonoma di Bolzano) in anni più recenti anche in inglese, araba, albanese, spagnola, ecc.

## La storia
A pochi anni dalla nascita, non senza difficoltà riesce ad aprire le proprie frequenze anche nelle città di Merano e Bressanone.
Solo nell'82 prende il nome di "Radio Tandem" e collabora attivamente con il settimanale omonimo, fondato da Alexander Langer. La radio di quegli anni diventa portavoce dello spirito di integrazione, creativo, multicolore, innovativo ed interetnico della società altoatesina senza dimenticare che quelli ed i successivi, furono anche anni molto turbolenti nella storia politica dell'Alto Adige erano infatti anche gli anni dalle cosiddette "Bombe nei tralicci" e dal movimento di Ein Tirol.
La storia della radio si caratterizza anche per un regolare e sempre inaspettato ricambio generazionale. Generalmente a seguito di momenti di difficoltà, comprensibili per un'attività senza fini di lucro ed interamente basata sul volontariato.
La prima crisi arriva nel 1985 e con essa, la riduzione della programmazione di trasmissioni proprie ed originali a favore di una ripetizione automatica del segnale con l'ausilio di nastri musicali a bobina. I padri fondatori però non si arrendono e pur cedendo le frequenze di Merano e Bressanone riescono a mantenere l'occupazione della frequenza nel capoluogo altoatesino. Tra il 1987 ed il 1988 la radio compie il suo primo rinnovamento: persone nuove si inseriscono nel gruppo originario, iniziando un'opera di lunga e faticosa ristrutturazione che gradualmente è riuscita a dare nuova "linfa" all'emittente raggiungendo l'obiettivo di unirsi al Network di Radio Popolare di Milano.
La seconda crisi arriva a metà degli anni '90. L'emittente seppur supportata nel palinsesto dalle trasmissioni in Network con la sede di Radio Popolare di Milano, anche in quel periodo le trasmissioni proprie autoprodotte si erano ridotte e con esse anche l'attività giornalistica di cronaca e la rassegna stampa. Anche questo momento di difficoltà è stato però superato con l'avvicendamento generazionale di persone che volontariamente sono entrate a fare parte della redazione.
In questo periodo inoltre cominciano a venir prodotte anche trasmissioni in altre lingue (non più solo italiano, tedesco e ladino) enfatizzandola vocazione multiculturale dell'emittente che diventa vero e proprio crocevia di culture e punto di incontro cittadino per tutte le minoranze. Sempre in questo periodo oltre ad ulteriore spostamento della sede (avvenuto in più fasi già in passato: dall'originale via Claudia Agusta, a via Roma, a via Streiter fino all'attuale via Talvera) si annovera anche processo di digitalizzazione dell'emittente: l'ingresso delle tecnologie informatiche e telematiche, la realizzazione del sito web, la creazione di newsletter e lo scambio telematico. In questo contesto avviene anche l'apertura e la successiva chiusura del Muro di Radiotandem.

## Associazione culturale Tandem Kulturverein ed eventi culturali
Tandem è anche un'associazione che organizza eventi locali. Fin dai primi anni ottanta è stata la prima ad occuparsi dell'organizzazione di eventi culturali e grandi raduni delle formazioni rock locali e nazionali. Da annoverare "Altrockio" e poi decine di concerti più o meno grandi per citarne alcuni: Marlene Kuntz, Csi, Vox Populi, il Parto delle nuvole pesanti, FM Einheit, Almamegretta.
Tandem ha inventato le "Colajazzioni" che si svolgono da molti anni, appuntamento primaverile della domenica mattina. Cortili o giardini nascosti vengono allestiti  e preparati per un incontro conviviale, con un ottimo sottofondo musicale e una curata e sfiziosa proposta culinariadomenicale.
La rassegna musicale "Il Natale suona in modo diverso", dove, nel mese di dicembre, vengono invitati gruppi musicali di tutto l'arco alpino e si esibiscono nelle chiese bolzanine.
Ha promosso e realizzato campagne di raccolta fondi per iniziative di solidarietà (la costruzione, nel 1997, di un parco giochi in un paesino, in Umbria, colpito dal terremoto).
In anni più recenti ha dato vita ai Carnival- ed i Christmasparty, due appuntamenti che rappresentano un'alternativa al classico intrattenimento da discoteca e che vedono ogni volta l'avvicendarsi di gruppi musicali di varia provenienza, nella cornice di performance di videoart.
Ma l'evento culturale al quale partecipano migliaia di persone e che più rappresenta lo spirito libero e multiculturale di radio tandem è senz'altro la Volxsfest/a che si realizza ogni anno in luglio sui prati del Talvera a Bolzano.